# Kathpress
Kathpress (auch Katholische Presseagentur) ist eine österreichische Nachrichtenagentur mit Sitz in Wien, die seit 1947 Nachrichten und Berichte aus dem Bereich der katholischen Kirche in Österreich erstellt. Sie arbeitet im Auftrag der Österreichischen Bischofskonferenz und ist als Körperschaft des öffentlichen Rechts verfasst.

## Geschichte
Als mit der Maiverfassung 1934 berufsständische Organisationen die politischen Parteien ablösten, wurde auch die Christlichsoziale Partei geschlossen, die ihren Sitz am Schwarzenbergplatz hatte. Um die Partei-Agentur zu retten, wurde auf Initiative des Kleinen Volksblattes beschlossen, unter Einbeziehung der röm. kath. Kirche daraus eine Christliche Pressezentrale zu machen. Diese übersiedelte nun in die Renngasse im ersten Bezirk, wo Hans Bauer gebeten wurde, als einer der leitenden Redakteure neben der Tätigkeit im Kleinen Volksblatt dort einzutreten. Diese Dienststelle des Seelsorgeamtes des Erzbistums Wien wurde mit dem „Anschluss Österreichs“ an Hitler-Deutschland aufgelöst.
Die Katholische Presseagentur wurde 1945 als Katholische Pressezentrale neu gegründet.
Von 1955 bis 1980 war Richard Barta (1911–1986) Chefredakteur und danach, bis zu seinem Tod, Herausgeber der Katholischen Presseagentur. Ihm folgte Erich Leitenberger (1944–2021) als Pressesprecher des Erzbistums Wien.

## Redaktion und Herausgeber
Seit 2010 ist Paul Wuthe Chefredakteur und Geschäftsführer. Zur Redaktion gehören neben dem Chefredakteur sieben weitere Redakteure.
Herausgeber ist Kardinal Christoph Schönborn, der in der Österreichischen Bischofskonferenz zugleich als „Medienbischof“ fungiert. Die journalistischen Prinzipien von Kathpress lauten nach eigenen Angaben: „Orientierung an der Verpflichtung zu wahrer, objektiver und umfassender Berichterstattung; unabhängige Berichterstattung; Verbundenheit mit der Kirche; parteipolitische Unabhängigkeit“.

## Produkte und Kunden
An Produkten bietet Kathpress einen Agentur-Dienst für Medienkunden sowie einen eigenen Medien-Termindienst, verschiedene pdf-Dienste ("Tagesdienst", "Info-Dienst", "Wochendienst", "Ordensnews") und Online-Dienste (Archiv, "KathIndex").
Zu den Kunden von Kathpress zählen österreichische Zeitungen, Radio- und Fernsehsender, Onlinemedien sowie auch zahlreiche Unternehmen, Verbände, Institutionen und Privatpersonen.

## Centrum Informationis Catholicum
Gemeinsam mit der deutschen Katholischen Nachrichtenagentur KNA und dem Schweizer Katholischen Medienzentrum KATH.CH unterhält Kathpress ein Korrespondentenbüro in Rom, das Centrum Informationis Catholicum (CIC), das 1962 zum Beginn des Zweiten Vatikanischen Konzils gegründet wurde.